# Llista de topònims de la Portella
Llista de topònims (noms propis de lloc) del municipi de la Portella, al Segrià
Informació actualitzada per un bot. Els canvis manuals es perdran quan s'actualitzi!

## cabana
| imatge | Nom                | Ubicat a    | instància de | Detalls                     | coordenades                                                          | Protecció                                  | Commons (més fotos) | Dades a WD                    |
| ------ | ------------------ | ----------- | ------------ | --------------------------- | -------------------------------------------------------------------- | ------------------------------------------ | ------------------- | ----------------------------- |
|        | Cabana             | la Portella | cabana       | Estil: arquitectura popular | 41° 43′ 18″ N, 0° 39′ 31″ E / 41.721528°N,0.658507°E                 | bé integrant del patrimoni cultural català |                     | Modifica les dades a Wikidata |
|        | cabana del Baradat | la Portella | cabana       |                             | 41° 43′ 21″ N, 0° 38′ 26″ E / 41.7223796635471°N,0.640664344472809°E |                                            |                     | Modifica les dades a Wikidata |
|        | l'Eral             | la Portella | cabana       |                             | 41° 44′ 30″ N, 0° 38′ 08″ E / 41.7417804934755°N,0.635480590785473°E |                                            |                     | Modifica les dades a Wikidata |
|        | pleta de Corregó   | la Portella | cabana       |                             | 41° 43′ 21″ N, 0° 39′ 34″ E / 41.722363529631°N,0.65937742954541°E   |                                            |                     | Modifica les dades a Wikidata |

## església
| imatge | Nom                      | Ubicat a    | instància de     | Detalls                                                               | coordenades                                                                  | Protecció                                  | Commons (més fotos)               | Dades a WD                    |
| ------ | ------------------------ | ----------- | ---------------- | --------------------------------------------------------------------- | ---------------------------------------------------------------------------- | ------------------------------------------ | --------------------------------- | ----------------------------- |
|        | Sant Pere de la Portella | la Portella | església         | Estil: arquitectura del Renaixement arquitectura popular 16th century | 41° 44′ 19″ N, 0° 38′ 26″ E / 41.738501°N,0.64051°E ca:Pl. Església 258 msnm | bé cultural d'interès local                | Sant Pere de la Portella (Segrià) | Modifica les dades a Wikidata |
|        | capella de Corregó       | la Portella | església capella | Estil: historicisme arquitectònic                                     | 41° 42′ 52″ N, 0° 39′ 10″ E / 41.714422°N,0.652734°E                         | bé integrant del patrimoni cultural català |                                   | Modifica les dades a Wikidata |

## granja
| imatge | Nom                  | Ubicat a    | instància de | Detalls | coordenades                                                          | Protecció | Commons (més fotos) | Dades a WD                    |
| ------ | -------------------- | ----------- | ------------ | ------- | -------------------------------------------------------------------- | --------- | ------------------- | ----------------------------- |
|        | Granja d'Abat        | la Portella | granja       |         | 41° 44′ 37″ N, 0° 37′ 39″ E / 41.743621798551°N,0.627380040842882°E  |           |                     | Modifica les dades a Wikidata |
|        | Granja de Contra     | la Portella | granja       |         | 41° 44′ 05″ N, 0° 37′ 47″ E / 41.7347738620038°N,0.629810031311034°E |           |                     | Modifica les dades a Wikidata |
|        | Granja de la Modesta | la Portella | granja       |         | 41° 44′ 32″ N, 0° 37′ 26″ E / 41.742346547014°N,0.62377883199245°E   |           |                     | Modifica les dades a Wikidata |
|        | Granja del Ferrer    | la Portella | granja       |         | 41° 44′ 39″ N, 0° 38′ 03″ E / 41.7442025876187°N,0.634141027057776°E |           |                     | Modifica les dades a Wikidata |
|        | Granja del Marino    | la Portella | granja       |         | 41° 43′ 50″ N, 0° 38′ 20″ E / 41.7305455648733°N,0.638778374572161°E |           |                     | Modifica les dades a Wikidata |
|        | Granja del Modesto   | la Portella | granja       |         | 41° 43′ 05″ N, 0° 39′ 15″ E / 41.7180090412486°N,0.654167181958059°E |           |                     | Modifica les dades a Wikidata |
|        | Granja del Vaquer    | la Portella | granja       |         | 41° 45′ 07″ N, 0° 38′ 05″ E / 41.751967880444°N,0.634673581817263°E  |           |                     | Modifica les dades a Wikidata |

## masia
| imatge | Nom                   | Ubicat a    | instància de | Detalls                     | coordenades                                                          | Protecció                                            | Commons (més fotos) | Dades a WD                    |
| ------ | --------------------- | ----------- | ------------ | --------------------------- | -------------------------------------------------------------------- | ---------------------------------------------------- | ------------------- | ----------------------------- |
|        | Torre de Gatmullat    | la Portella | masia        |                             | 41° 44′ 42″ N, 0° 37′ 53″ E / 41.745°N,0.631375°E                    |                                                      |                     | Modifica les dades a Wikidata |
|        | Torre de la Tomasa    | la Portella | masia        |                             | 41° 44′ 02″ N, 0° 38′ 08″ E / 41.734°N,0.635651°E                    |                                                      |                     | Modifica les dades a Wikidata |
|        | Torre del Marcel·lino | la Portella | masia        |                             | 41° 43′ 28″ N, 0° 37′ 44″ E / 41.7244403222961°N,0.628771482413787°E |                                                      |                     | Modifica les dades a Wikidata |
|        | la Casa de Corregó    | la Portella | masia        | Estil: arquitectura popular | 41° 42′ 52″ N, 0° 39′ 10″ E / 41.714437°N,0.652695°E                 | bé d'interès cultural bé cultural d'interès nacional |                     | Modifica les dades a Wikidata |

## Misc
| imatge | Nom                                | Ubicat a                                                      | instància de                                   | Detalls                                                   | coordenades                                                                                       | Protecció                                  | Commons (més fotos) | Dades a WD                    |
| ------ | ---------------------------------- | ------------------------------------------------------------- | ---------------------------------------------- | --------------------------------------------------------- | ------------------------------------------------------------------------------------------------- | ------------------------------------------ | ------------------- | ----------------------------- |
|        | Noguera Ribagorçana                | Vall d'Aran Alta Ribagorça Pallars Jussà Noguera Segrià Aragó | curs d'aigua                                   | Desemboca: Segre Llarg: 133km                             | 42° 37′ 36″ N, 0° 42′ 21″ E / 42.6267°N,0.7058°E 41° 40′ 29″ N, 0° 42′ 22″ E / 41.6747°N,0.7061°E |                                            | Noguera Ribagorçana | Modifica les dades a Wikidata |
|        | Roques de Vimpela                  | la Portella Alguaire                                          | muntanya                                       |                                                           | 41° 43′ 41″ N, 0° 37′ 27″ E / 41.72794167°N,0.62421111°E 242.5 msnm                               |                                            |                     | Modifica les dades a Wikidata |
|        | casa consistorial de la Portella   | la Portella                                                   | casa consistorial                              |                                                           | 41° 44′ 24″ N, 0° 38′ 20″ E / 41.7399227°N,0.6389403°E                                            |                                            |                     | Modifica les dades a Wikidata |
|        | font del Flac                      | la Portella                                                   | font                                           |                                                           | 41° 43′ 59″ N, 0° 39′ 31″ E / 41.7330147646283°N,0.658646777748216°E                              |                                            |                     | Modifica les dades a Wikidata |
|        | habitatge al carrer de la Creu, 19 | la Portella                                                   | casa                                           | Estil: historicisme arquitectònic                         | 41° 44′ 22″ N, 0° 38′ 25″ E / 41.739315°N,0.640281°E                                              | bé integrant del patrimoni cultural català |                     | Modifica les dades a Wikidata |
|        | la Portella                        | la Portella                                                   | entitat singular de població capital municipal | 723 hab                                                   | 41° 44′ 27″ N, 0° 38′ 19″ E / 41.74073931°N,0.63848992°E 265 msnm                                 |                                            |                     | Modifica les dades a Wikidata |
|        | pont d'Albesa                      | Albesa la Portella                                            | pont                                           | Estil: arquitectura popular Travessa: Noguera Ribagorçana | 41° 44′ 38″ N, 0° 38′ 57″ E / 41.7439°N,0.649114°E                                                | bé integrant del patrimoni cultural català |                     | Modifica les dades a Wikidata |